# Choque (álbum)
Choque é o primeiro álbum de Kiko Zambianchi, gravado a partir de 1984 e lançado em 1985 pela EMI. 
Kiko lançou, no final de 1984, o primeiro single do disco ("Rolam as Pedras"), que estourou nas rádios paulistas e posteriormente em todo o Brasil. Depois disso, Zambianchi lança, pela EMI, o EP Choque, que emplacou três sucessos: a faixa-título, "Rolam as Pedras". A faixa foi o tema de abertura do programa Shock, exibido pela Rede Manchete. O álbum teve a participação ainda de Lulu Santos ("Nossa Energia") e Marina Lima ("Quem Sofre sou Eu"). "No meio da rua", outra faixa do disco, entra na trilha sonora do programa Armação Ilimitada da Rede Globo. 
A música "Primeiros Erros (Chove)" foi praticamente descartada de início pela gravadora, que depois do sucesso de "Rolam as Pedras" e "Choque" queria que Kiko já partisse para a gravação de um novo disco. Mas o cantor acreditou no sucesso da música e fez divulgação pessoal da música, indo nas rádios da Grande São Paulo com o disco para que fosse tocada e aos poucos a música começou a ser conhecida e executada, alcançando o topo das paradas em todo o Brasil. Quinze anos mais tarde ela seria regravada pelo Capital Inicial no Acústico MTV com a sua participação.

## Faixas
Todas as letras escritas por Kiko Zambianchi, todas as músicas compostas por Kiko Zambianchi.
| N.º | Título                                  | Duração |  |
| 1.  | "Choque"                                | 4:49    |  |
| 2.  | "Primeiros Erros (Chove)"               | 3:37    |  |
| 3.  | "Jony"                                  | 2:14    |  |
| 4.  | "Tempo Perdido"                         | 4:27    |  |
| 5.  | "Rolam as Pedras"                       | 4:22    |  |
| 6.  | "No Meio da Rua"                        | 4:09    |  |
| 7.  | "Nossa Energia"                         | 3:04    |  |
| 8.  | "Quem Sofre Sou Eu" (part. Marina Lima) | 2:00    |  |
| 9.  | "Guerra Fria"                           | 2:29    |  |
| 10. | "Júlia"                                 | 4:27    |  |

### Músicos
- Kiko Zambianchi: vocal e guitarra
- Ivo de Carvalho: guitarra (1,4,5,6,7,8 e 10)
- Zé Luis Zambianchi: baixo
- Nico Rezende: teclados
- Zé Luis Segneri: saxofone (1)
- Carlos Silva: bateria (2,3,6 e 8)